# Harry Kloepfer
Pour les articles homonymes, voir Kloepfer.
Harry Kloepfer, né le 1er février 1897 à Berlin et décédé le 14 mai 1973 à Bad Homburg, est un chimiste allemand, connu pour son invention d'un procédé industriel de fabrication du noir de fumée ainsi que de la silice pyrogénée Aerosil®.

## Biographie
Après avoir fait des études de chimie à l'Université technique de Berlin, où il obtient son doctorat en 1922, il rejoint l'entreprise allemande de chimie Degussa en 1925, dans laquelle il fait toute sa carrière.
En 1935 il est nommé directeur de production d'usine de noir de fumée d'August Wegelin AG à Kalscheuren (de), un quartier de Hürth, une ville proche de Cologne. Cinq ans plus tard, il lui est proposé le poste de directeur technique de la Rußwerke Dortmund GmbH, mais il décline cette promotion et retourne dans le département de recherche à Francfort. Malgré ce goût pour l'innovation, il reste attaché à l'aspect industriel de son métier, nh'ésitant pas à s'impliquer dans la bonne marche des usines.
En 1948, il prend la tête de la branche de chimie inorganique de l'entreprise. En 1950, il est représentant de la branche principale de Degussa à Francfort et, 1961, pour la branche Wolfgang. Il prend sa retraite en 1962, mais continue quelques années de plus en tant que consultant pour Degussa.

## Inventions
Après la Première Guerre mondiale, le noir de fumée produit aux États-Unis est un noir de gaz obtenu à partir de gaz naturel. À la même époque, en Allemagne, ce produit est obtenu en tant que noir de flamme, une méthode beaucoup plus coûteuse. En 1933, Kloepfer met au point la production de noir de gaz à partir de goudron de houille. En 1935, est mise en route la première unité de production industrielle fondée sur son procédé, à Kalscheuren, près de Cologne.
En 1940, Kloepfer commence à expérimenter la production d'un aérosol de silice (ou « suie blanche »), à partir de tétrachlorure de silicium. Ce nouveau produit réagit bien avec le caoutchouc, qu'il stabilise à haute température. Il y réussit en 1942 et, en 1944, est industrialisée la production de silice pyrogénée, commercialisée sous le nom de Aerosil® et obtenue par le procédé de condensation sur cylindres refroidis mis au point par Kloepfer. Mais l'idée initiale de Kloepfer, consistant à utiliser l'Aerosil® comme charge dans la vulcanisation des pneus, ne débouche pas à cause de son prix élevé. Pour autant, de nos jours, la silice pyrogénée est utilisée dans beaucoup d'autres applications comme, par exemple, agent thixotropique, anti-agglomérant, en tant que support pour les pesticides ou comme abrasif dans le polissage des wafers de silicium.

Procédé de fabrication de noir de gaz sur cylindres refroidis, tel qu'inventé par Harry Kloepfer, et utilisé de 1935 à 1975.

À la fin de sa carrière, il travaille sur la synthèse du Cyanure d'hydrogène et du cyanure, le recyclage de chlore, la production d'hydrure de sodium et de suspensions de sodium ainsi que le traitement des monazites et zircons.